# Stadion Miejski w Jarocinie
Stadion Miejski w Jarocinie – stadion piłkarski zlokalizowany przy ul. Sportowej 6 w Jarocinie, należący do miasta. Na tym stadionie swoje mecze rozgrywa Sparta Jarocin, grająca Ekstralidze rugby, oraz Jarota Jarocin, w sezonie 2020/2021 w III lidze piłki nożnej. Obiekt był areną Mistrzostw Europy U-18 w Rugby 7 Kobiet w 2019 oraz jedną z aren Mistrzostw Europy U-18 w rugby union w 2018.